# Bowie County
Das Bowie County ist ein County im US-Bundesstaat Texas. Das U.S. Census Bureau hat bei der Volkszählung 2020 eine Einwohnerzahl von 92.893 ermittelt. Der Sitz der County-Verwaltung (County Seat) befindet sich in New Boston. Das County gehört zu den Dry Counties, was bedeutet, dass der Verkauf von Alkohol eingeschränkt oder verboten ist.

## Geographie
Das County liegt im äußersten Nordosten von Texas am Südufer des Red River, der die Grenze zu Oklahoma bildet. Im Westen grenzt es an Arkansas. Es hat eine Fläche von 2390 Quadratkilometern, wovon 90 Quadratkilometer Wasserfläche sind. An das Bowie County grenzen folgende Nachbarcounties:
|                  | McCurtain County (Oklahoma) | Little River County (Arkansas) |
| Red River County |                             |                                |
| Morris County    | Cass County                 | Miller County (Arkansas)       |

## Geschichte

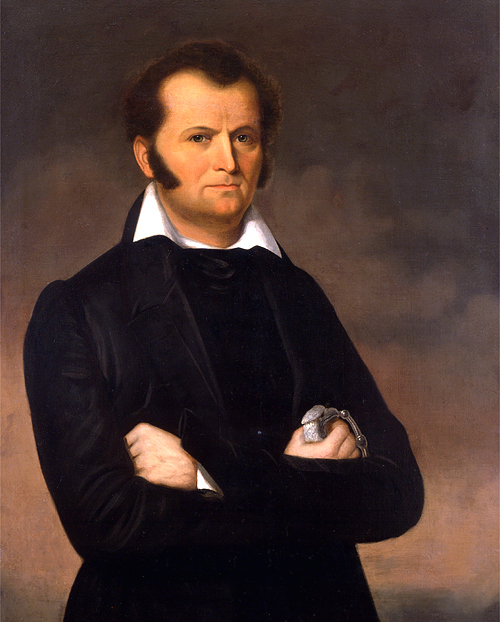
J. Bowie

Das Bowie County wurde 1840 aus Teilen des Red River County gebildet. Benannt wurde es nach James Bowie (1796–1836), dem legendären Messerkämpfer, gefallen in der Schlacht von Alamo.

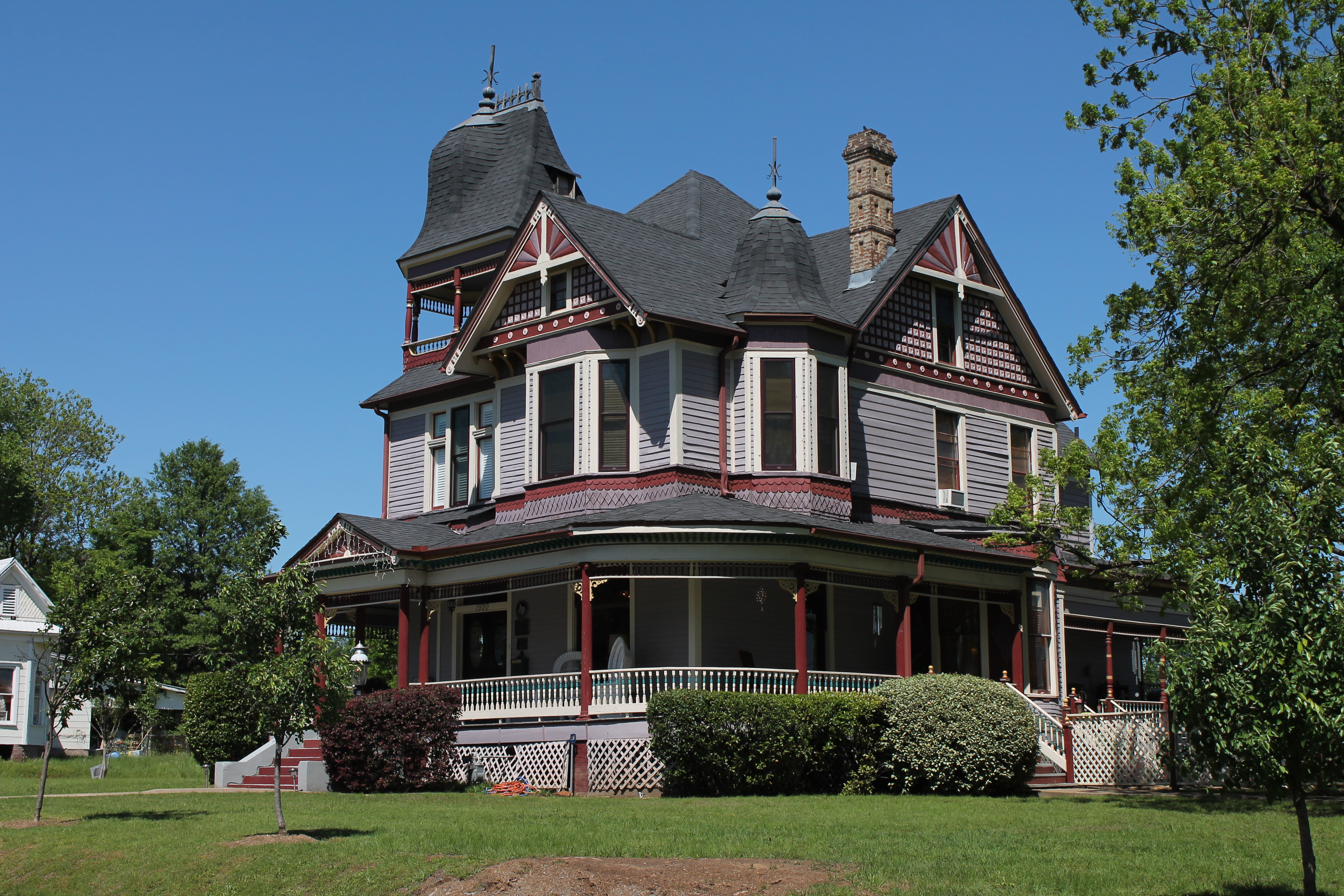
Das Earl-Rochelle House ist einer von zwölf Einträgen des Countys im NRHP.

Zwölf Bauwerke und Stätten des Countys sind im National Register of Historic Places (NRHP) eingetragen (Stand 2. Oktober 2018).

## Demografische Daten
Nach der Volkszählung 2010 lebten im Bowie County 92.565 Menschen in 34.159 Haushalten. Die Bevölkerungsdichte betrug 40,2 Einwohner pro Quadratkilometer.
Ethnisch betrachtet setzte sich die Bevölkerung aus 68,8 Prozent Weißen, 24,2 Prozent Afroamerikanern, 0,7 Prozent amerikanischen Ureinwohnern, 0,8 Prozent Asiaten sowie aus weiteren ethnischen Gruppen zusammen; 2,1 Prozent stammten von zwei oder mehr Ethnien ab. Unabhängig von der ethnischen Zugehörigkeit waren 6,5 Prozent der Bevölkerung spanischer oder lateinamerikanischer Abstammung. In jedem der 34.159 Haushalte lebten statistisch 2,56 Personen.
24,4 Prozent der Bevölkerung waren unter 18 Jahre alt, 61,9 Prozent waren zwischen 18 und 64 und 13,7 Prozent waren 65 Jahre oder älter. 49,4 Prozent der Bevölkerung war weiblich.

Das jährliche Durchschnittseinkommen eines Haushalts lag bei 40.634 USD. Das Prokopfeinkommen betrug 21.638 USD. 19,8 Prozent der Einwohner lebten unterhalb der Armutsgrenze.

## Schutzgebiete und Parks
| - Berry Farm Park - Big Creek Park - Bramble Park - Clear Spring Park - Ferguson Park - Herron Creek Park - Hobo Jungle Park - Kelly Creek Park | - Lee Park - Mauldin Lake Park - North Texarkana Park - Scrapp Miller Park - Spring Lake Park - Tapp Park - Tiger Stadium at Grimm Memorial Park - Vera Bradfield Park |

## Ortschaften im Bowie County
Citys
| - De Kalb - Hooks - Leary - Maud | - Nash - New Boston - Red Lick - Redwater | - Texarkana - Wake Village |

Unincorporated Communitys
| - Barkman - Bassett - Beaverdam - Boston - Burns - Carbondale | - College Hill - Corley - Dalby Springs - Darden - Eylau - Garland | - Hodgson - Hoot - Hubbard - Malta - Oak Grove - Old Boston | - Old Union - Red Springs - Redbank - Siloam - Simms - Smith Hill | - South Texarkana - Spring Hill - Victory City - Wamba - Whaley |

## Gliederung
Das Bowie County ist in sechs Census County Divisions (CCD) unterteilt:
| CCD                     | Einwohner (2010) | FIPS     |
| ----------------------- | ---------------- | -------- |
| Dalby Springs-Simms CCD | 2455             | 48-90950 |
| De Kalb CCD             | 5238             | 48-90980 |
| Hooks CCD               | 5652             | 48-91830 |
| Maud-Redwater CCD       | 10.221           | 48-92476 |
| New Boston CCD          | 10.820           | 48-92725 |
| Texarkana CCD           | 58.179           | 48-93875 |